# Jarilinus
 (janvier 2018).
Si vous disposez d'ouvrages ou d'articles de référence ou si vous connaissez des sites web de qualité traitant du thème abordé ici, merci de compléter l'article en donnant les références utiles à sa vérifiabilité et en les liant à la section « Notes et références ».
Genre
Espèce
Jarilinus est un genre éteint  de reptiliomorphes de la famille des Chroniosuchidae, découvert dans les sédiments du Permien supérieur à Novgorod dans la région de Orenbourg, en Russie.

## Classification
L'espèce Jarilinus mirabilis a été initialement décrite en 1957 par Boris Pavlovitch Vyushkov (d) sous le protonyme Chroniosuchus mirabilis.
En 1998, lors d'une révision sur les Chroniosuchidae, Valeriy K. Golubev (d) crée le genre Jarilinus et reclasse cette espèce sous son taxon actuel.

## Publication originale
- (en) V. K. Golubev, « Revision of the Late Permian Chroniosuchians (Amphibia, Anthracosauromorpha) from Eastern Europe », Paleontological Journal, Russie, vol. 32, no 4,‎ juillet 1998, p. 390–401 (ISSN 0031-0301, e-ISSN 1555-6174).